# Geiselbachgewölbe

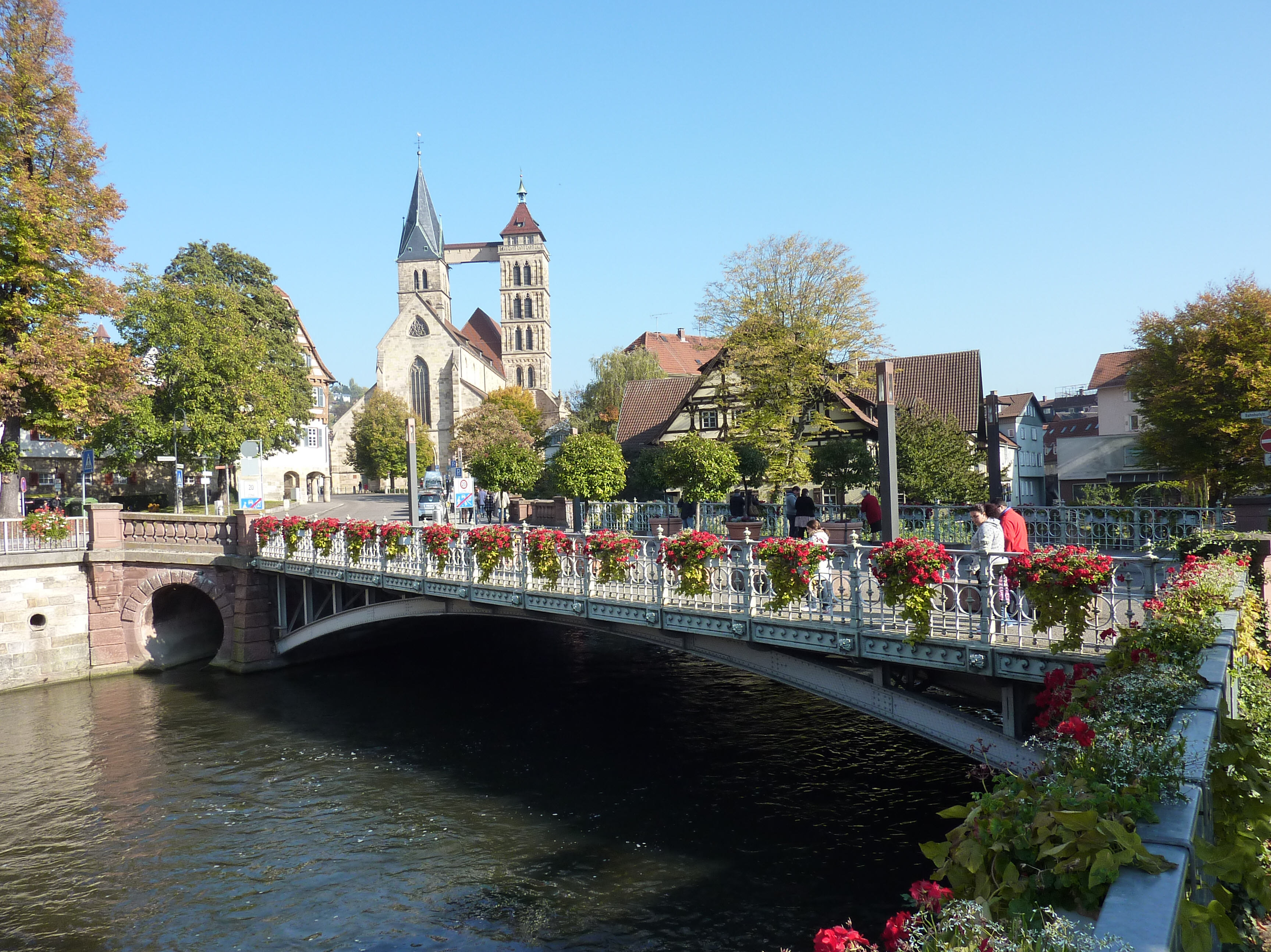
Einmündung des Geiselbachkanals links unterhalb der Sankt-Agnes-Brücke in Esslingen am Neckar

Das Geiselbachgewölbe in Esslingen am Neckar, einer Stadt im Landkreis Esslingen in Baden-Württemberg, ist ein Kanal des Geiselbachs, der aus dem Mittelalter stammt. Das Geiselbachgewölbe ist ein geschütztes Kulturdenkmal.
Der mit Sandsteinquadern befestigte und teilweise mit einem Tonnengewölbe versehene Kanal führt den Geiselbach innerhalb der Kernstadt. Er bildete einen
wichtigen Teil der Abwasserentsorgung. Der Kanal verläuft u. a. unter den Gebäuden Abt-Fulrad-Straße 3 und Abt-Fulrad-Straße 5.
An der St.-Agnes-Brücke endet der Kanal und der Geiselbach mündet in den Neckar.